# Phreatophasma aenigmaticum
Phreatophasma aenigmaticum és una espècie extinta de sinàpsid de la família dels casèids que visqué en allò que avui en dia és l'est d'Europa durant el Permià mitjà, fa entre 268 i 279,5 milions d'anys. Se n'han trobat restes fòssils al Baixkortostan (Rússia). Es tracta de l'única espècie del gènere Phreatophasma. És conegut a partir d'un fèmur dret i es diferencia dels altres membres de la seva família pel fet de no tenir un monticle rugós prominent a la superfície dorsal del fèmur, així com per l'extensió distal gairebé idèntica dels còndils de l'os. El nom genèric Phreatophasma significa ‘fantasma del pou’, mentre que el nom específic aenigmaticum significa ‘enigmàtic’.